# دموستنس فیلاتس
دموستنس فیلالتس (بخشایش دوست) چشم‌پزشک رومی قرن اول میلادی بود که در زمان نرون برآمد. وی یکی از بزرگ‌ترین چشم‌پزشکان باستان و برجسته‌ترین نمایندهٴ مکتب هروفیلی اخیر بود که در زیوکسیس در نزدیکی لاذقیهٴ فریگیه تأسیس شد.
او کتابی در چشم‌پزشکی نوشت که مأخذ اصلی همهٴ نوشته‌های بعدی در این مورد بوده و در سده‌های دهم تا چهاردهم میلادی هنوز وجود داشته است. او هم‌چنین سه کتاب دربارهٴ نبض و رساله‌ای در بیماری‌های کودکان نوشت.